# Xã Myers, Quận Grundy, Missouri
Xã Myers (tiếng Anh: Myers Township) là một xã thuộc quận Grundy, tiểu bang Missouri, Hoa Kỳ. Năm 2010, dân số của xã này là 161 người.